# キャスタークリエイト・ジャパン
株式会社キャスタークリエイト・ジャパン（英: Caster Create Japan Co., Ltd.、略称: CCJ）は、日本のキャスターのマネジメントも行うプロダクション。株式会社メディアミックス・ジャパン（MMJ）の関連会社。

## 会社概要

### 所在地
- 東京都港区南青山1-15-14 新乃木坂ビル8F

### 役員
- 代表取締役社長：東城祐司
- 取締役：佐々木博之
- 取締役：愛宕康志
- 監査役：中西研二

### 所属

#### キャスター
- 柴田紗帆（業務提携）
- 塩尻奈都子
- 水谷悠莉（業務提携）
- 實石あづさ（業務提携）
- 笠井美穂（業務提携）
- 福島佑理（業務提携）